# Donald Jackson
Donald George Jackson (Oshawa, 2 aprile 1940) è un ex pattinatore artistico su ghiaccio canadese.
Vincitore di quattro titoli nazionali canadesi, alle Olimpiadi invernali di Squaw Valley 1960 vinse la medaglia di bronzo. Nel 1962, ai Campionati mondiali di pattinaggio di figura, fu il primo atleta a realizzare un triplo lutz, grazie al quale vinse la medaglia d'oro ricevendo ben sette 6.0, un record. La sua è da alcuni considerata la migliore performance di tutti i tempi.

## Palmarès
| Evento                       | 1955  | 1956 | 1957 | 1958 | 1959 | 1960 | 1961 | 1962 |
| ---------------------------- | ----- | ---- | ---- | ---- | ---- | ---- | ---- | ---- |
| Giochi olimpici invernali    |       |      |      |      |      | 3°   |      |      |
| Campionati mondiali          |       |      | 7°   | 4°   | 2°   | 2°   | *    | 1°   |
| North American Championships |       |      | 4°   |      | 1°   |      | 1°   |      |
| Campionati canadesi          | 1° J. | 2°   | 2°   | 2°   | 1°   | 1°   | 1°   | 1°   |

* Edizione annullata a causa dell'incidente del Volo Sabena 548.